# Nikolaus von Tüngen
Nikolaus von Tüngen († 14. Februar 1489 in Heilsberg) war Fürstbischof des Ermlandes seit 1467. 

## Leben
Der Name verweist auf die Abstammung aus dem Ort Tüngen bei Wormditt in Ostpreußen. Nikolaus arbeitete an der Kurie, war Kanoniker in Breslau und im heimischen Ermland.
Nachdem das Ermland infolge des Dreizehnjährigen Krieges, in dem Bischof Paul von Legendorf (1458–1467) auf der Seite des Preußischen Bundes stand, 1466 unter die Schutzherrschaft des Königs von Polen gekommen war, kor das ermländische Domkapitel am 10. August 1467 Nikolaus zum Nachfolger Pauls von Lengendorf. Nachdem der Papst diesem Vorschlag am 4. November 1468 zugestimmt hatte, erhielt Nikolaus in Rom die Insignien des neuen Amtes.
König Kasimir IV. trachtete allerdings danach, im Fürstbistum einen anderen Kandidaten durchzusetzen, Vincentius Kielbassa, den Bischof von Kulm. Daraus entwickelte sich eine Art von Investiturstreit, der so genannte Pfaffenkrieg, der 1478 militärisch eskalierte und erst 1479 beigelegt wurde, als Papst Sixtus IV. Nikolaus zeitweise als Bischof von Cammin nach Pommern versetzte. Nikolaus hatte die Unterstützung des Deutschen Ordens und gewann zudem die Hilfe des einflussreichen ungarischen Königs Matthias Corvinus. Daraufhin fand sich der polnische König zum Kompromiss bereit.
In den folgenden Jahren baute Nikolaus das durch den Krieg in Teilen verwüstete Ermland wieder auf und nominierte Lucas Watzenrode zu seinem Nachfolger.